# Juuru socken
Juuru socken (estniska: Juuru kihelkond, tyska: Kirchspiel Jörden) var en socken i det historiska landskapet Harrien (Harjumaa). Socknens kyrkby var Juuru (tyska: Jörden).